# Títira encaputxada
La títira encaputxada (Tityra cayana) és un ocell de la família dels titírids (Tityridae). Es troba al nord i centre de l'Amèrica del sud: des de Veneçuela al nord d'Argentina. El seus hàbitats són els boscos tropicals i subtropicals de frondoses humits de les terres baixes, així com els pantans tropicals i els cursos d'aigua, bé com els boscos molt degradats. El seu estat de conservació es considera de risc mínim.

## Taxonomia
Segons la llista mundial d'ocells del Congrés Ornitològic Internacional (versió 12.2, juliol 2022), la títira encaputxada tindria 2 subespècies:
- Tityra cayana cayana - de Colòmbia al nord de Bolivia, nord de Brasil, les Guianes i Trinidad
- Tityra cayana braziliensis - est i sud del Brasil, Paraguay i nord-est d'Argentina

Tanmateix, el Handook of the Birds of the World i la quarta versió de la BirdLife International Checklist of the birds of the world (Desembre 2019), consideren que la subespècie T. c. braziliensis tindria la categoria d'espècie. D'acord amb aquest altre criteri, s'hauria de considerar:
- Tityra cayana (stricto sensu) - Títira encaputxada occidental[4]
- Tityra braziliensis - Títira encaputxada oriental[5]